# Синдендро
Синдендро или Тривещ, Тривиш (на гръцки: Σύνδενδρο, през 1919-1927 година: Τριβένι, Тривени, до 1919 година: Τεβρέν, Теврен) е село в Република Гърция, дем Гревена на област Западна Македония.

## География
Селото е разположено на 750 m надморска височина, на около 10 km северозападно от град Гревена.

## История

### В Османската империя
В края на ХІХ век Тривиш е смесено мюсюлманско-християнско гръкоезично село в Гребенската каза на Османската империя. Според статистиката на Васил Кънчов през 1900 Тривещ (Тривиш) живеят 150 валахади (гръкоезични мюсюлмани) и 120 гърци християни.
Според статистика на Серфидженския санджак на гръцкото консулство в Еласона от 1904 година в Тервен (Τερβέν), Гревенска каза, живеят300 валахади и 250 гърци християни.
Според атинска гръцка статистика от 1910 година в Тервен живеят 245 мюсюлмани и 156 православни гърци.

### В Гърция
През Балканската война в 1912 година в селото влизат гръцки части и след Междусъюзническата в 1913 година Тривиш влиза в състава на Кралство Гърция.
В средата на 1920-те години по силата на Лозанския договор мюсюлманското население е изселено в Турция и на негово място са заселени понтийски гърци бежанци от Турция. През 1928 година селото е представено като смесено, състоящо се от коренно местно население и новодошли бежанци, като последните са 63 семейства или 193 жители.
През 1927 година името на селото е сменено на Сидендро, а през 1940 година е модифицирано на Синдендро.
Населението произвежда жито, тютюн и други земеделски култури, като частично се занимава и със скотовъдство.
Главният селски събор се провежда на Малка Богородица (8 септември), когато е храмовият празник на църквата „Света Богородица“.
| Име     | Име      | Ново име   | Ново име   | Описание |
| ------- | -------- | ---------- | ---------- | -------- |
| Цифлики | Τσιφλίκι | Мега Ктима | Μέγα Κτήμα |          |

| Година    | 1913 | 1920 | 1928 | 1940 | 1951 | 1961 | 1971 | 1981 | 1991 | 2001 | 2011 | 2021 |
| --------- | ---- | ---- | ---- | ---- | ---- | ---- | ---- | ---- | ---- | ---- | ---- | ---- |
| Население | 515  | 567  | 538  | 573  | 505  | 533  | 411  | 355  | 344  | 345  | 194  | 155  |